# لي جيوم يي
لي جيوم يي (مواليد 4 يناير 1962)، هي كاتبة من كوريا الجنوبية في أدب الأطفال والشباب. منذ ظهورها الأول عام 1984م، ألفت أكثر من خمسين عملاً أدبيًا. في الأيام الأولى من حياتها المهنية، كتبت بشكل رئيسي قصص الأطفال التي تدور أحداثها في المناطق الريفية، مما أدى إلى حصولها على لقب "كاتبة القرى الزراعية". تُعد الآن إحدى أبرز كاتبات أدب الأطفال والروايات التاريخية في كوريا.
وُلدت 4 يناير 1962 في منزل جدتها في إحدى القرى الجبلية الصغيرة في تشيونغوون بكوريا. سرعان ما فَتَنَها سحرُ سردِ الحكايات منذ سن صغيرة نظرًا إلى قضائها طفولتها تحت تأثير قصص ما قبل النوم التي كانت ترويها لها جدتها. تُعد لي جيوم لي الآن إحدى أبرز كاتبات أدب الأطفال والروايات التاريخية في كوريا. منذ ظهورها الأدبي الأول عام 1984، ألفت أكثر من خمسين عملًا أدبيا. تحظى لي بحب وتقدير القراء والنقاد الأدبيين على حد سواء. اقتُبِست العديد من كتبها للتلفاز والمسرحيات الموسيقية والرسوم المصورة. تعيش لي الآن في سيول بكوريا مع زوجها وابنها وكلبها لولو حيث تكرِّس حياتها للكتابة.

## من مؤلفاتها المترجمة للعربية
- رواية: «ألا يمكنني الرحيل».

## الجوائز
- المرشح الكوري لعام 2024، 2020 لجائزة هانز كريستيان أندرسن [1]
- قائمة الشرف الخاصة بـ IBBY لعام 2018 - ألا يمكنني الذهاب بدلاً منها؟ [2]
- جائزة بانج جيونج هوان الأدبية لعام 2017 - ليلة واحدة [3]

## روابط خارجية
- الموقع الرسمي
- مدونه شخصيه خاصه